# 托尼·舍卢卜
托尼·舍卢卜（英語：Tony Shalhoub，/ʃəˈluːb/，shə-LOOB，舊譯夏爾赫布，1953年10月9日—）是一位黎巴嫩裔美國男演員，出生於美國威斯康辛州綠灣。
其知名電視作品包括在全國廣播公司情景喜劇《插翅欲飛》中飾演安東尼奧·斯卡爾帕奇，在USA電視台偵探喜劇《神探阿蒙》中飾演標題主角艾德里安·蒙克，以及在《X檔案》等等劇集中常駐或客串演出。
他亦曾出演配音數部知名電影，包括《才子夢驚魂》《黑超特警組》《黑超特警組II》《銀河追緝令》《非常小特務》《1408》《反斗車王》《反斗車王2》《忍者龜：變種新任務》《忍者龜：破影而出》、《緊急動員》等等。
舍卢卜憑藉他在《神探阿蒙》中的出色表現榮獲3屆黃金時段艾美獎喜劇類最佳男主角（2003、2005、2006）、第60届金球獎電視劇集音樂或喜劇類最佳男主角（2003）和2屆美國演員工會獎電視喜劇類最佳男演員（2003、2004）。

## 外部連結
- 托尼·舍卢卜在互联网电影资料库（IMDb）上的資料（英文）
- 互聯網百老匯資料庫（IBDB）上托尼·舍卢卜的資料（英文）
- 艾美獎官方網站上托尼·舍卢卜 （页面存档备份，存于）的簡介（英文）
- 《威尼斯》雜志對托尼·舍卢卜 （页面存档备份，存于）的專訪（英文）